# H指数
h指数（エイチしすう、h-Index）とは、物理学者ジョージ・E・ハーシュが引用索引データベースWeb of ScienceのTimes Cited（被引用数）を元に考案した指標で、論文数と被引用数とに基づいて、科学者の研究に対する相対的な貢献度を示すものである。ただし引用に関する慣習は研究分野により異なるため、h指数は同じ研究分野における研究者同士の比較にのみ使用されるべき量であると考えられている。

## h指数の背景
科学者の研究評価は、研究の内容や重要性など様々な要素が絡んでいるため難しい。そのため、分かりやすい客観的な基準として研究の成果である論文数が使用されている。単純な論文の数だけでは、論文の質が保証されないので、論文が他の論文に引用された数（被引用数）を規準にすることが一般的である。
しかし、被引用数を基準とした評価では、科学者個人の仕事の質は分かりにくい。分かりやすい例として、100の引用を受ける論文を1編書くことと、1つしか引用を受けない論文を100編書くことが等価になる問題が挙げられる。

## h指数の定義と利点
ある研究者のh指数は、「その研究者が公刊した論文のうち、被引用数がh以上であるものがh以上あることを満たすような最大の数値」となる。具体的には、h指数が30である研究者は、被引用数30以上の論文が少なくとも30編あるが、被引用数31以上の論文は31編未満であることを示す。この指標は、当該研究者の論文の量（論文数）と論文の質（被引用数）とを同時に１つの数値で表すことができるという利点を持つ。
h指数の計算例　(カッコ内は被引用数)
論文A(10), 論文B(8), 論文C(5), 論文D(4), 論文E(3) →h指数=4
論文A(25), 論文B(8), 論文C(5), 論文D(3), 論文E(3) →h指数=3
h指数は使用するデータベースによって異なる値になることに注意しなければならない。例えば、Google Scholarでは学会要綱や広報誌における引用さえカウントされる可能性があるため、学術誌における引用のみカウントしたWeb of Scienceのh指数よりも大幅に高くなることがある。

## 高いh指数の研究者
1983年から2002年の間に最も高く引用された科学者について、ハーシュは生命科学分野のトップ10を特定した（h が大きい順）。ソロモン・H・スナイダー（191）、デビッド・ボルティモア（160）、ロバート・C・ギャロ（154）、ピエール・シャンボン（153）、バート・フォーゲルシュタイン（151）、サルバドール・モンカダ（143）、チャールズ・A・ディナレロ（138）、岸本忠三（134）、ロナルド・M・エヴァンス（127）、アクセル・ウルリッヒ（120）、ラルフ・L・ブリンスター（120）である。2005年の全米科学アカデミーの生物学・生物医学分野の新入会員36名のうち、h指数の中央値は57であった。
しかし、ハーシュは、hの値は分野によって異なることを指摘している。 

## 参照
1. ↑  
福成洋 (2014), 研究戦略のための計量書誌学の実践的活用と応用, doi:10.1241/johokanri.57.376
2. ↑  Hirsch, J. E. (15 November 2005). “An index to quantify an individual's scientific research output”. PNAS 102 (46):  16569–72. arXiv:physics/0508025. Bibcode: 2005PNAS..10216569H. doi:10.1073/pnas.0507655102. PMC 1283832. PMID 16275915.
3. ↑  Hirsch, J. E. (15 November 2005). “An index to quantify an individual's scientific research output”. PNAS 102 (46):  16569–72. arXiv:physics/0508025. Bibcode: 2005PNAS..10216569H. doi:10.1073/pnas.0507655102. PMC 1283832. PMID 16275915.

## 関連するサイト
- Hirsch,  J. E.  An index to quantify an individual's scientific research output. Proceedings of the National Academy of Science of the United States of America. vol.102, no.46, 2005, p.16569-16572.
- Web of Science Citation Reportでh指数を調べることができる。
- Scopus (en)  著者別のh指数を調べることができる。